# لوران هروه
لوران هروه (انگلیسی: Laurent Hervé؛ زادهٔ ۱۹ ژوئن ۱۹۷۶) بازیکن فوتبال اهل فرانسه است که در پست هافبک بازی می‌کرد.
از باشگاه‌هایی که در آن بازی کرده‌است می‌توان به باشگاه فوتبال ونس، باشگاه فوتبال گنگام، باشگاه فوتبال میلتون کینز دونز، و باشگاه فوتبال ای‌اف‌سی ویمبلدون اشاره کرد.